# 戈訥巴赫河 (羅伊斯河支流)
46°43′31″N 8°37′12″E / 46.725411°N 8.620045°E

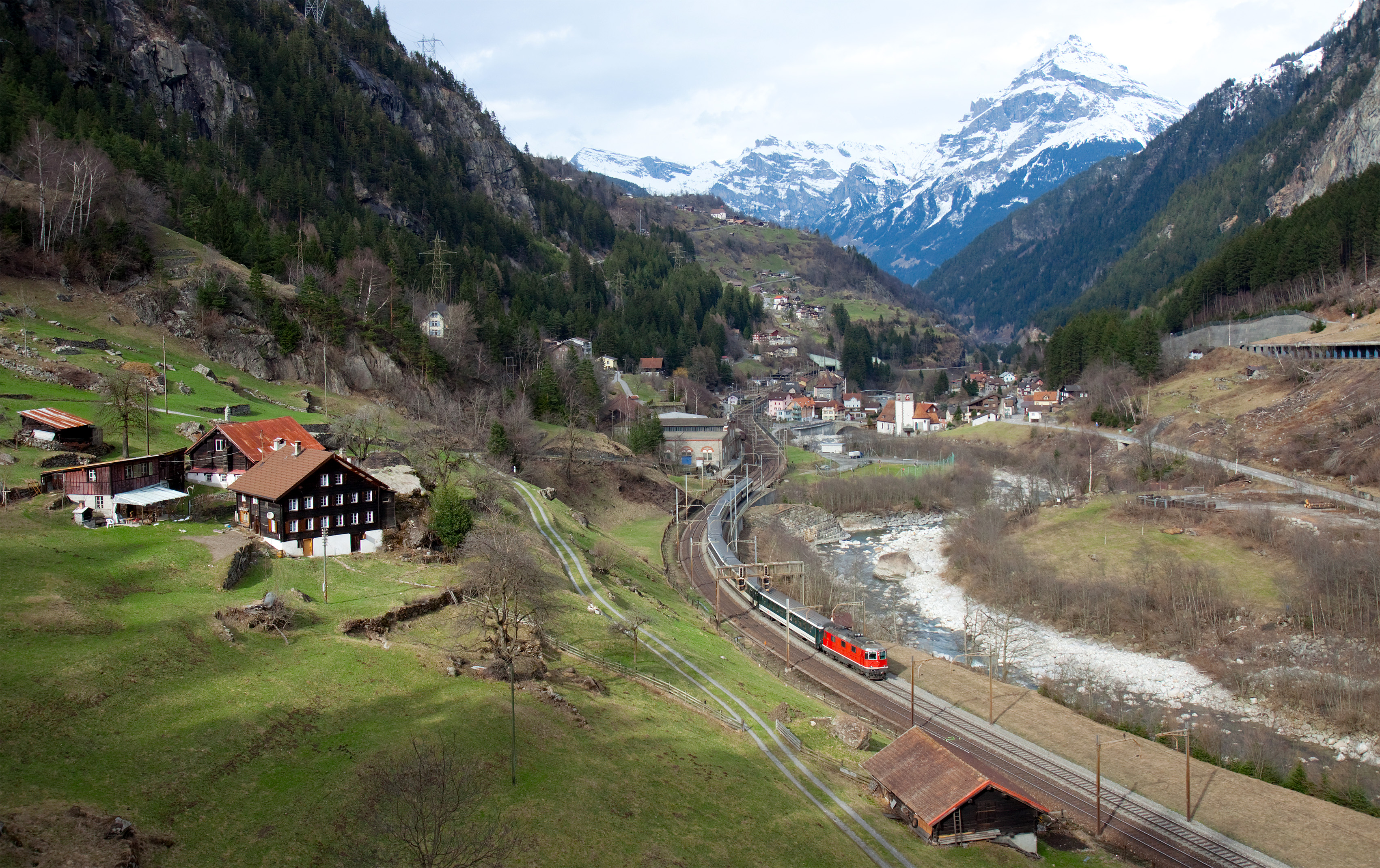

戈訥巴赫河是瑞士的河流，位於該國中部，流經烏里州，屬於羅伊斯河的左支流，處於烏里山地區，河道全長8.3公里，流域面積17.7平方公里。